# Jill Ker Conway
Jill Ker Conway AC (* 9. Oktober 1934 in Hillston, New South Wales; † 1. Juni 2018 in Boston, Massachusetts) war eine australisch-US-amerikanische Historikerin und Schriftstellerin. Sie war von 1975 bis 1985 die erste weibliche Präsidentin des Smith College in Northampton, Massachusetts, des größten Frauencolleges der Vereinigten Staaten.

## Biografie
Conway wurde 1934 in Hillston im australischen Outback geboren. Zusammen mit ihren beiden Brüdern wuchs Conway auf einem Coorain (aboriginal für „windiger Platz“) genannten Stück Land auf. Conway wurde von ihrer Mutter und einer Hauslehrerin unterrichtet. Als Conway elf Jahre alt war, starb ihr Vater bei einem Unfall. Drei Jahre später zog sie mit ihrer Familie nach Sydney und Jill besuchte die Abbotsleigh School for Girls in Wahroonga, einem Vorort von Sydney. Nach dem Abschluss schrieb sich Conway an der University of Sydney ein und studierte Anglistik und Geschichte bis zur Graduierung 1958.
1960 zog Conway in die Vereinigten Staaten, wo sie an der Harvard University eine Stelle annahm. Sie assistierte dem kanadischen Professor für britische Geschichte John J. Conway, den sie später heiratete. Die Ehe bestand bis zu John Conways Tod im Jahr 1995.
1969 wurde Conway an der Harvard University der Titel Doctor of Philosophy verliehen. Von 1964 bis 1975 lehrte sie an der University of Toronto, deren Vize-Präsidentin sie von 1973 bis 1975 war. 1975 wurde Conway die erste weibliche Präsidentin des Smith College in Northampton. Diesen Posten hatte Conway bis 1985 inne. Seit 1985 hatte Conway eine Gastprofessur am Massachusetts Institute of Technology.
Conway beschäftigte sich in ihren Arbeiten hauptsächlich mit der Rolle des Feminismus in der amerikanischen Geschichte, so zum Beispiel in den Büchern The Female Experience in 18th- and 19th-Century America von 1982 und in Women Reformers and American Culture aus dem Jahr 1987.
Über ihr Leben hat Conway drei autobiografische Bücher veröffentlicht. Das erste Buch The Road from Coorain wurde 2002 für das amerikanische Fernsehen verfilmt. Die Hauptrollen spielten Juliet Stevenson, Richard Roxburgh und Katherine Slattery. Regie führte Brendan Maher.
1991 wurde Conway in die American Academy of Arts and Sciences gewählt. Für 2012 wurde ihr die National Humanities Medal zugesprochen.

## Veröffentlichungen

### Autobiografien
- 1989: The Road from Coorain
- 1994: True North
- 2001: A Woman’s Education

### Fachliteratur
- 1972: Women Reformers and American Culture: 1870-1930
- 1982: The Female Experience in 18th- and 19th-Century America
- 1987: Utopian Dream or Dystopian Nightmare? Nineteenth Century Feminist Ideas About Equality
- 1989: Learning about Women (gemeinsam mit Susan Bourque und Joan Scott)
- 1992: Autobiographies of American Women: An Anthology
- 1997: Modern Feminism: An Intellectual History
- 1999: In Her Own Words: Women’s Memoirs from Australia, New Zealand, Canada, and the United States
- 2000: Earth, Air, Fire, Water: Humanistic Studies of the Environment
- 2001: Women on Power: Leadership Redefined